# Shanghai (Schiff)
Die Shanghai war ein 1957 als Baudouinville in Dienst gestelltes Kombischiff der Volksrepublik China, das unter diesem Namen von 1977 bis 1983 für die China Ocean Shipping Company und anschließend bis 1996 für die Shanghai Hai Xing Shipping Company im Einsatz stand. Kurz nach seiner Ausmusterung 1996 erfolgte sein Abbruch in China.

## Geschichte
Die Baudouinville entstand unter der Baunummer 778 in der Werft von Cockerill in Hoboken und lief am 10. Januar 1957 vom Stapel. Nach ihrer Ablieferung an die Compagnie Maritime Belge im Oktober 1957 nahm sie am 2. November 1957 den Liniendienst von Antwerpen nach Matadi auf. Sie ergänzte hierbei ihr bereits 1956 in Dienst gestelltes Schwesterschiff Jadotville.
Am 11. Februar 1961 beendete das Schiff nach nur gut drei Jahren seine letzte Überfahrt für die Compagnie Maritime Belge und wurde an die Peninsular and Oriental Steam Navigation Company (P&O) verkauft, die sie fortan als Cathay zwischen London und Yokohama einsetzten. 1969 übernahm die Eastern & Australian Steamship Company die Bereederung des Schiffes, das den Liniendienst und auch die Besatzung der im selben Jahr zum Abbruch verkauften Aramac übernahm.
1975 stellte die Cathay den inzwischen durch Containerschiffe unrentabel gewordenen Dienst ein. Während ihr Schwesterschiff daraufhin zum Abbruch ging, wurde sie 1976 nach China verkauft, um als Schulschiff unter dem Namen Kengshin für Offiziere der Nan Yang Shipping Company eingesetzt zu werden. Bereits im Jahr darauf ging das Schiff als Shanghai an die China Ocean Shipping Company und nahm den Liniendienst nach Hongkong auf. Seit 1983 wurde sie von der Shanghai Hai Xing Shipping Company bereedert.
Die Shanghai, welche im Verlauf ihrer Dienstzeit nie umgebaut wurde und so bis zuletzt ihr klassisches Profil als Kombischiff der 1950er Jahre behielt, blieb noch bis 1996 und somit fast vierzig Jahre im Einsatz. Im selben Jahr erfolgte die Streichung aus dem Schiffsregister und der Abbruch in einer namentlich nicht bekannten Abwrackwerft in China.